# Anatolij Giergiel
Anatolij Giergiel (ur. 19 stycznia 1904 w Marcelówce, zm. 4 października 1981 we Włodzimierzu Wołyńskim) – Ukrainiec, który latem 1943 r. uratował polską rodzinę Zarembów przed atakiem oddziałów OUN-UPA. Odznaczony Medalem Virtus et Fraternitas

## Życiorys
Urodził się we wsi Marcelówka w rejonie włodzimierskim. Pracownik tamtejszego urzędu, po 1954 r. mechanik we Włodzimierzu Wołyńskim. Zasłużył się latem 1943 r., gdy ostrzegł polskich sąsiadów – rodzinę Zarembów o zbliżających się oddziałach OUN-UPA mających zamiar dokonać ataku na rodziny polskie mieszkające w Marcelówce. Dzięki Giergielowi Zarembowie zdołali nocą uciec do Włodzimierza Wołyńskiego. 19 czerwca 2019 r. razem z małżonką Zinaidą Giergiel został pośmiertnie odznaczony Medalem Virtus et Fraternitas.
Anatolij Giergiel zmarł 4 października 1981 r. we Włodzimierzu Wołyńskim.